# Phasia hippobosca
Phasia hippobosca là một loài ruồi trong họ Tachinidae.